# 蒲瀛
蒲瀛（?—?），字大受，号漫叟，四川阆中人。宋朝詩人。
工於詩，宗法蘇軾。有《蒲氏漫斋录》。《成都文类》中錄其詩十首。